# Rue des Filles-Saint-Thomas
La rue des Filles-Saint-Thomas est une voie du 2e arrondissement de Paris, en France.

## Situation et accès
La rue des Filles-Saint-Thomas est une voie publique située dans le 2e arrondissement de Paris. Elle débute au 1, rue du Quatre-Septembre et se termine au 66, rue de Richelieu.
Le quartier est desservi par la ligne 3 aux stations Quatre-Septembre et Bourse.

## Origine du nom
Cette rue doit son nom au couvent des Filles-Saint-Thomas installé jadis sur l'emplacement de l'actuelle place de la Bourse. Fondé en 1626, il fut détruit en 1807.

## Historique
Percée vers 1650 sur un terrain dont une partie appartenait aux religieux augustins, et l'autre aux Filles-Saint-Thomas, cette rue prit d'abord le nom de « rue Saint-Augustin », en raison de sa situation le long du mur de clôture des religieux augustins, dits Petits-Pères. Elle a ensuite porté les noms de « rue Neuve-Saint-Augustin », « rue Neuve-des-Filles-Saint-Thomas » et de « rue des Filles-Saint-Thomas ».
Avant la Révolution française, la rue des Filles-Saint-Thomas se prolongeait jusqu'à la rue Notre-Dame-des-Victoires et hébergeait le couvent des Filles-Saint-Thomas, qui fut détruit par les révolutionnaires car il abritait les assemblées générales d'un groupe de militaires monarchistes.
Le 21 juin 1844, la partie comprise entre les rues Notre-Dame-des-Victoires et Vivienne a pris le nom de « place de la Bourse ».

## Bâtiments remarquables et lieux de mémoire
- No 7 : un restaurant Bouillon Duval s'y trouvait au XIXe siècle, au coin avec la rue du Quatre-Septembre (no 1).
- No 11 : Tallemant des Réaux et Brillat-Savarin ont vécu dans cet immeuble[2].

## Pour approfondir